# Seraina Ulber
Seraina Ulber (* 18. September 1990) ist eine ehemalige Schweizer Unihockeyspielerin auf der Position des Stürmers, welche bei Piranha Chur unter Vertrag steht. Zudem ist sie im Kader der Schweizer Unihockeynationalmannschaft der Frauen.

## Karriere

### Verein
Ulber entdeckte 1998 ihre Leidenschaft für Unihockey. Ihr erster Verein war der UHC Lenzerheide Valbella. Nach Beginn der Kantonsschule in Chur im Jahr 2006 wechselte Ulber zu Piranha Chur. Seither hat sie mit den Churern sechs Mal die Schweizer Meisterschaft und ein Mal den Schweizer Cup gewinnen können. Zum ersten Mal konnte Ulber in der Saison 2009/10 in den Playoff-Final vorstossen und gleich gewinnen. Ein Jahr später unterlagen sie im Final den Red Ants Rychenberg Winterthur. Seit der Saison 2011/12 konnte Ulber den Schweizer Meistertitel nach Chur bringen. Gegner im Final war immer der UHC Dietlikon.
Bei Piranha Chur war sie seit 2017 Captain. Im Frühjahr 2020 beendete Ulber ihre Karriere.

### Nationalmannschaft
Im Mai 2008 gewann Ulber mit der Schweizer Unihockeynationalmannschaft der U19 den WM-Titel. 2009 stand Ulber zum ersten Mal an einer Weltmeisterschaft der Damen im Einsatz. Sie erzielte dabei in sechs Spielen zwei Tore und zwei Assist. Schlussendlich erreichte das Team den zweiten Schlussrang. Bei der Unihockey-Weltmeisterschaft 2013 in Brünn und Ostrava konnte sie vier Tore und einen Assist beisteuern. Das Team konnte Bronze mit nach Hause nehmen. An der  Weltmeisterschaft 2015 gewann sie zusammen mit der Nationalmannschaft erneut Bronze. Ulber erzielte während des Turniers vier Skorerpunkte. An der Heim-WM in Neuenburg 2020, bei der die Schweizerinnen den zweiten Platz erlangten, konnte sie trotz einer Verletzung am Fuss kurz zuvor mitspielen.

## Titel und Erfolge

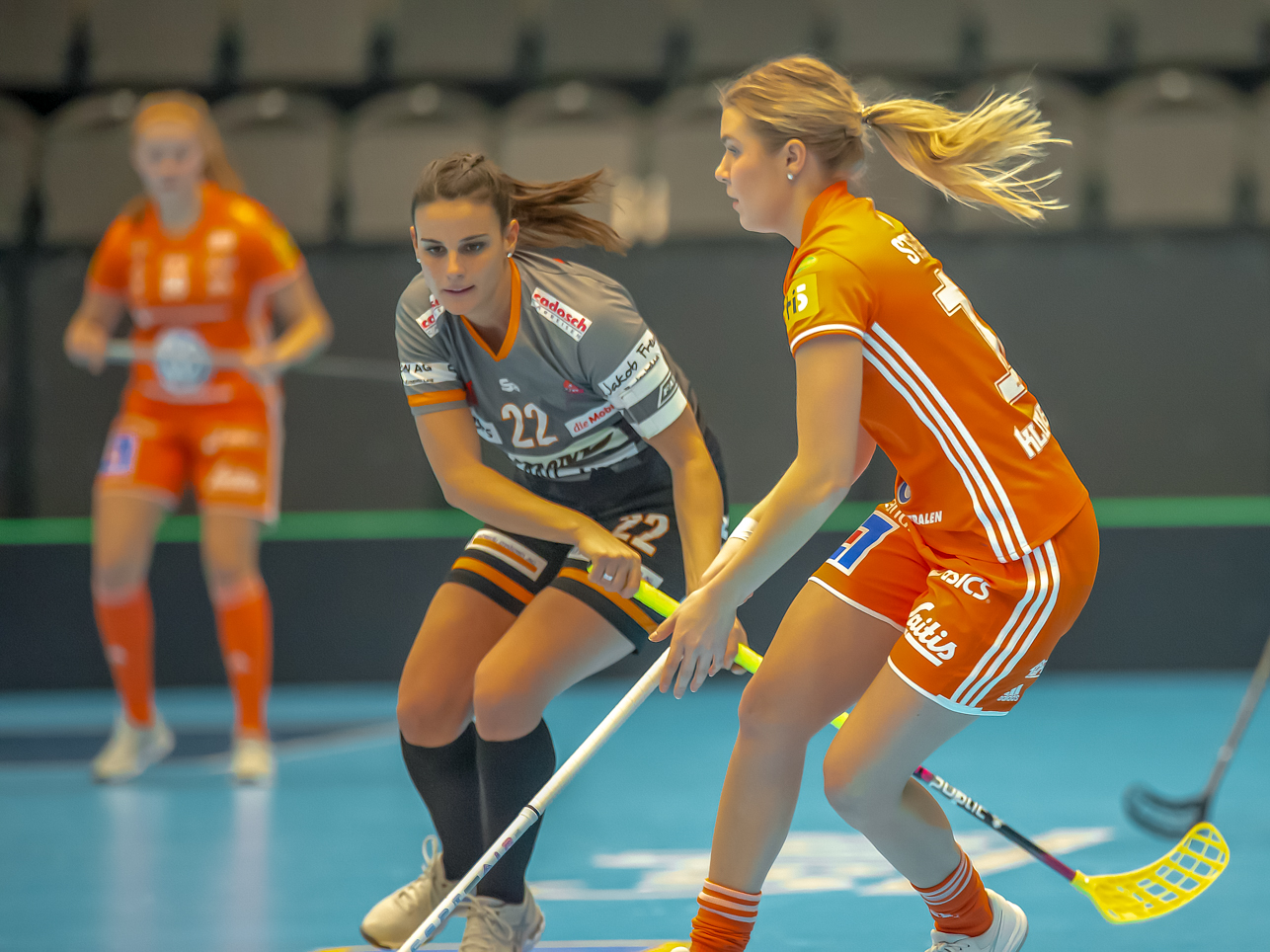
Ulber im Spiel gegen IKSU am Champions Cup 2019 in Gävle

- Ulber im Spiel gegen IKSU am Champions Cup 2019 in GävleSchweizer Meister: 2010, 2012, 2013, 2014, 2015, 2016, 2018
- Schweizer Cupsieger: 2013, 2018, 2020

## Privat
Ulber arbeitet für das Schweizer Unternehmen Coldtec AG und ist im Einkauf und Verkauf tätig. Sie hat zudem den Bachelor of Science in Tourism, welchen sie an der Hochschule für Technik und Wirtschaft in Chur gemacht hat.